# Cvetišnica
Cvetišnica es un pueblo ubicado en el municipio de Staro Nagoričane, en la región Noreste, Macedonia del Norte.

## Superficie
Posee una superficie de 4,385 kilómetros cuadrados.

## Demografía
Hasta 2021 la población era de 3 habitantes, con una densidad de población de 0,6842 habitantes por kilómetro cuadrado.